# Ophiomyia collini
Ophiomyia collini är en tvåvingeart som beskrevs av Spencer 1971. Ophiomyia collini ingår i släktet Ophiomyia och familjen minerarflugor. Inga underarter finns listade i Catalogue of Life.